# Труді Маккей
Труді Френсіс Шарлін Маккей (Trudy Frances Charlene Mackay; 10 вересня 1952) — канадський та американський генетик, директор Центру генетики людини університету Клемсона (Clemson University's Center for Human Genetics), що розташований на території кампусу Центру генетики Грінвуд (Greenwood Genetic Center). Вона визнана однією з провідних світових спеціалістів щодо генетики кількісних ознак. Маккей також є очільником кафедри генетики людини і професором генетики та біохімії Університету Північної Кароліни.

## Освіта
Труді Маккей навчалася в університету Делгаузі (Галіфакс, Нова Шотландія, Канада). У 1974 році отримала ступінь бакалавра наук, а в 1976 — магістра біології. У 1979 році закінчила аспірантуру в Единбурзькому університеті з кандидатською дисертацією з генетики під керівництвом Алана Робертсона.

## Кар'єра та дослідження
У 1987 році Маккей стала асоційованим професором Університету штату Північна Кароліна. Спеціалізувалася на кількісній генетиці. Її призначають відповідальною за створення Drosophila Genetic Reference Panel. У 1993 році стала професором кафедри генетики, з 1996 року — іменний професор генетики, у 2006—2013 роках — заслужений професор.
Труді Маккей вивчала екологічні та генетичні фактори, які впливають на кількісні ознаки. Ці фенотипні риси включають розмір або вагу організма і представлені безперервними, а не дискретними значеннями. Її робота опиралася на вивчення впливу природних варіантів і мутацій на поведінкові, морфологічні, фізіологічні та історичні ознаки у плодових мух, яких вона використовувала як модельний організм.
Результати роботи Маккей мають велике значення та застосування у багатьох галузях — від вдосконалення селекції рослин і розведення тварин до лікування захворювань людини. Маккей разом з Дугласом Скоттом Фальконером є співавтором четвертого видання підручника «Введення у кількісну генетику» (Introduction to Quantitative Genetics), який опублікований в 1996 році та широко використовувався серед студентів.

## Нагороди та відзнаки
У 2006 році Труді Маккей обрана до Лондонського королівського товариства. У 2004 році вона була нагороджена медаллю Американського товариства генетики, а в 2016 премією Вольфа в галузі сільського господарства. Труді Маккей є членом Національної академії наук з 2010 року.

## Особисте життя
Макей одружилася з Робертом Р. Ангольтом у 1990 році.